# Kilmes (Kirow)
Kilmes (russisch Кильме́зь) ist eine Siedlung städtischen Typs in der Oblast Kirow in Russland mit 5956 Einwohnern (Stand 14. Oktober 2010).

## Geographie
Der Ort liegt etwa 200 km Luftlinie südöstlich des Oblastverwaltungszentrums Kirow am linken Ufer des namensgebenden linken Wjatka-Nebenflusses Kilmes. Er ist nicht zu verwechseln mit dem Dorf Kilmes, das knapp 20 km nordöstlich unmittelbar jenseits der Grenze zur Republik Udmurtien ebenfalls am Fluss liegt.
Kilmes ist Verwaltungszentrum des Rajons Kilmesski sowie Sitz und einzige Ortschaft der Stadtgemeinde Kilmesskoje gorodskoje posselenije.

## Geschichte
Der Ort ist seit 1666 bekannt und wurde vermutlich von Mari zu Beginn des 17. Jahrhunderts gegründet. Ab Ende des 18. Jahrhunderts gehörte das am alten Handelsweg von Kasan nach Perm gelegene Dorf unter dem Namen Kilmesi Bolschije (auch Bolschaja Kilmes, „Groß-Kilmes“; das Dorf Malaja Kilmes, „Klein-Kilmes“, liegt wenig südwestlich) zum Ujesd Malmysch des Gouvernements Wjatka.
Am 29. Juli 1929 wurde Kilmes Verwaltungssitz eines neu geschaffenen, nach ihm benannten Rajons. 1965 erhielt der Ort den Status einer Siedlung städtischen Typs.

### Bevölkerungsentwicklung
| Jahr | Einwohner |
| ---- | --------- |
| 1897 | 1426      |
| 1939 | 3194      |
| 1959 | 4066      |
| 1970 | 4620      |
| 1979 | 5223      |
| 1989 | 6151      |
| 2002 | 6064      |
| 2010 | 5956      |

Anmerkung: Volkszählungsdaten

## Verkehr
Kilmes liegt an der Regionalstraße 33K-001, die von der Grenze der Republik Tatarstan aus Richtung Kasan über Malmysch kommend weiter zur Grenze der Republik Udmurtien führt, dort weiter in Richtung Igra. Nach Norden zweigt die 33K-016 in das benachbarte Rajonzentrum Nema ab, die weiter an die 33K-002 in Richtung Kirow anschließt.
Die nächstgelegene Bahnstation befindet sich gut 20 km östlich in Sjurek an der Strecke von Ljukschudja bei Ischewsk nach Kilmes in Udmurtien.